# Arabsko-normanska kultura
Izraz normansko-arabsko-bizantinska kultura, normansko-sicilijanska kultura  ali, manj vključujoče, normansko-arabska kultura, (včasih tudi arabsko-normanska civilizacija)  se nanaša na medsebojno delovanje normanske, latinske, arabske in bizantinske grške kulture po normanski osvojitvi Sicilije in normanske Afrike od leta 1061 do okoli 1250. Civilizacija je bila posledica številnih izmenjav na kulturnem in znanstvenem področju, ki temelji na strpnosti, ki so jo Normani pokazali do grško govorečega prebivalstva in muslimanskih naseljencev. Posledično je Sicilija pod Normani postala križišče za interakcijo med normansko in latinsko katoliško, bizantinsko-pravoslavno in arabsko-islamsko kulturo.

## Normanska zasedba južne Italije
Main article: Norman conquest of southern Italy

## Normanska zasedba Sicilije
Leta 965 so muslimani končali osvajanje Sicilije od Bizantinskega cesarstva po padcu zadnje pomembne grške citadele Taormine leta 962. Trideset in trideset let kasneje, leta 1038, so bizantinske sile začele ponovno osvajanje Sicilije pod grškim generalom Georgiosom Maniacesom. Ta invazija je temeljila na številnih nordijskih plačancih, Varjagih, vključno s prihodnjim norveškim kraljem Haraldom Hardradom, pa tudi na več kontingentih Normanov. Čeprav je Maniakesova smrt v bizantinski državljanski vojni leta 1043 invazijo skrajšala, so Normani sledili napredovanju Bizantincev in dokončali osvajanje otoka od Saracenov. Normani so se širili na jug, kot plačanci in pustolovci, poganjal jih je mit o srečnem in sončnem otoku v južnih morjih. Norman Robert Guiscard, sin Tancreda, je napadel Sicilijo leta 1060. Otok je bil politično razdeljen med tri arabske emirje in precejšnje število bizantinskih kristjanov se je uprlo vladajočim muslimanom. Leto kasneje je Messina padla pod četami pod vodstvom Rogerja Bossa (brata Roberta Guiscarda in bodočega grofa Rogerija I. Sicilskega), Normani pa so leta 1071 zavzeli Palermo. Izguba mest, vsakega s čudovitim pristaniščem, je močno prizadela muslimansko moč na otoku. Sčasoma so Normani zavzeli vso Sicilijo. Leta 1091 sta Noto na južni konici Sicilije in otok Malta, zadnji arabski trdnjavi, padli pod kristjane.

## Normanska zasedba Afrike
Kraljestvo Afrika je bila podaljšek obmejnega pasu države Siculo-Norman v nekdanji rimski provinci Afrika (Ifrīqiya v tunizijski arabščini), kar ustreza sodobni Tuniziji ter današnjim delom Alžirije in Libije. Glavni primarni viri kraljestva so arabski (muslimanski) ; latinski (krščanski) viri so skromni. Po Hubertu Houbenu, ker Afrika ni bila nikoli omenjena v kraljevskem naslovu kraljev Sicilije, »ne bi smeli govoriti o Normanskem afriškem kraljestvu«. Nasprotno, »[Normanska Afrika] je resnično znašala do mest, ki so jih obvladovali Normani ob obalni Ifrīqiye«.
Sicilijansko osvajanje Afrike se je začelo pod Rogerijem II. v letih 1146–48. Sicilijansko vladavino so sestavljali vojaški garnizoni v večjih mestih, obremenitev lokalnega muslimanskega prebivalstva, zaščita kristjanov in kovanje kovancev. Lokalna aristokracija je v glavnem ostala na svojem mestu, muslimanski knezi pa so pod sicilijanskim nadzorom nadzorovali civilno vlado. Gospodarske povezave med Sicilijo in Afriko, ki so bile pred osvojitvijo močne, so se okrepile, povezave med Afriko in severno Italijo pa so se razširile. Zgodaj v času vladavine Viljema I. je 'kraljestvo' Afrika padlo pod Almohade (1158–60). Njegova najbolj trajna zapuščina je bila prerazporeditev sredozemskih sil, ki sta jo povzročila njegov propad in mir v Siculo-Almohadu, dokončno oblikovan leta 1180.

## Kulturni vpliv
Razvila se je intenzivna normansko-arabsko-bizantinska kultura, ki so jo ponazorili vladarji, kot je Rogerij II. Sicilski, ki je imel na dvoru islamske vojake, pesnike in znanstvenike [14], in bizantinske Grke, kot je Christodoulos ((Greek: Χριστόδουλος, arabsko Abd al-Rahman al-Nasrani, slavni Jurij Antiohijski in nazadnje Filip Mahdijski, ki je zaporedoma služil kot njegov ammiratus ammiratorum ('emir emirjev'). Tudi sam Rogerij II. je govoril arabsko in je imel rad arabsko kulturo. V svojih pohodih v južni Italiji je uporabljal arabske in bizantinske grške čete in oblegovalne stroje ter mobiliziral arabske in bizantinske arhitekte, da bi Normanom pomagali pri gradnji spomenikov v normansko-arabsko-bizantinskem slogu. Različne kmetijske in industrijske tehnike, ki so jih Arabci uvedli na Siciliji v prejšnjih dveh stoletjih, so se obdržale in nadalje razvijale, kar je omogočilo izjemen razcvet otoka. Številna klasična grška dela, že dolgo izgubljena na latinsko govorečem Zahodu, so bila prevedena iz bizantinskih grških rokopisov, najdenih na Siciliji, neposredno v latinščino. Naslednjih dvesto let je Sicilija pod normansko oblastjo postala model, ki so ga občudovali po vsej Evropi in Arabiji.
Angleški zgodovinar John Julius Norwich je o kraljevini Siciliji pripomnil:
Normanska Sicilija se je v Evropi - pa tudi v celotnemu srednjeveškemu svetu - izkazala kot primer strpnosti in razsvetljenja, nauk o spoštovanju, ki bi ga moral človek čutiti do tistih, katerih kri in prepričanja se drugače razlikujejo od njegovih. John Julius Norwich
V času vladavine Rogerija II. je za kraljevino Sicilijo vse bolj značilna večnacionalna sestava in nenavadna verska strpnost. Katoliški Normani, Langobardi in domači Sicilijanci, muslimanski Arabci in pravoslavni bizantinski Grki so v tem časovnem obdobju obstajali v sorazmerni harmoniji, za Rogerija II. pa je bilo znano, da je do svoje smrti leta 1154 načrtoval ustanovitev imperija, ki bi zajemal Fatimidski Egipt in križarske države na Levantu. Eno največjih geografskih razprav v srednjem veku je za Rogerija II. napisal andaluzijski učenjak, geograf Mohamed al-Idrizi z naslovom Kitab Rudjdjar ali Tabula Rogeriana ('Rogerjeva knjiga').
Konec 12. stoletja naj bi na Siciliji prebivalo do ene tretjine bizantinskih Grkov, preostali pa so govorili latinsko ali ljudsko latinsko narečje, pripeljano iz celinske Italije (galo-italski jeziki in neapeljski jezik), normanski jezik in sicilsko arabščino. Čeprav je bil jezik dvora staronormanski ali starofrancoski (Langue d'oïl), so bili vsi kraljevi ukazi napisani v jeziku ljudi, na katere so bili naslovljeni: latinsko, bizantinsko grško, arabsko ali hebrejsko. Na Rogerijevem kraljevem plašču, ki ga je uporabljal za svoje kronanje (in tudi za kronanje Friderika II. svetega rimskega cesarja), je bil v arabščini napis s hidžrskim datumom 528 (1133–1134).
Islamski avtorji so se čudili strpnosti normanskih kraljev:
Z njimi [muslimani] so ravnali prijazno in bili zaščiteni celo pred Franki. Zaradi tega so imeli veliko ljubezen do kralja Rogerja. Ibn al-Athir
Interakcije so se nadaljevale z naslednjimi normanskimi kralji, na primer pod Viljemom II. Sicilskim, kar potrjuje špansko-arabski geograf Ibn Jubair, ki je pristal na otoku po vrnitvi z romanja v Meko leta 1184. Na njegovo presenečenje je Ibn Jubair užival topel sprejem normanskih kristjanov. Nadalje je bil presenečen, ko je ugotovil, da celo nekateri kristjani govorijo arabsko in da je več vladnih uradnikov muslimanov:
Odnos kralja je res izjemen. Njegov odnos do muslimanov je popoln: zaposli jih, med njimi izbira svoje častnike in vsi ali skoraj vsi svojo vero držijo v tajnosti in lahko ostanejo zvesti veri islama. Kralj popolnoma zaupa muslimanom in se zanaša na njihovo reševanje številnih njegovih zadev, vključno z najpomembnejšimi, do te mere, da je Veliki intendant za kuhanje musliman (...) Njegovi vezirji in komorniki so evnuhi, ki jih je veliko, in so člani njegove vlade in na katere se zanaša pri svojih zasebnih zadevah. Ibn Jubair, Rihla.
Ibn Jubair je omenil, da so nekateri kristjani v Palermu nosili muslimansko obleko in govorili arabsko. Normanski kralji so še naprej kovali kovance v arabščini z datumi hidžira. Registri na kraljevem dvoru so bili napisani v arabščini. Na neki točki je zapisano, da je Viljem II. Sicilski rekel: »Vsak izmed vas naj prikliče tistega, ki ga obožuje in katerega sledi veri«.

### Normansko-arabsko-bizantinska umetnost
V osnovo arabsko-normanske umetnosti so bile vključene tudi številne umetniške tehnike iz bizantinskega in islamskega sveta: intarzije v mozaikih ali kovinah, kiparstvo iz slonovine ali porfirja, kiparjenje trdih kamnov, ulivanje brona, izdelava svile (za katero je Rogerij II. ustanovil regium ergasterium, državno podjetje, ki je Siciliji omogočilo monopol nad proizvodnjo svile za vso Zahodno Evropo). Med napadom na Bizantinsko cesarstvo je admiral Rogerija II. Jurij Antiohijski tkalce svile prepeljal iz Teb v Grčiji, kjer so bili do takrat del tesno varovanega monopola, ki je bil bizantinska industrija svile.

### Normansko-arabsko-bizantinska arhitektura
Novi normanski vladarji so začeli graditi različne konstrukcije v tako imenovanem arabsko-normanskem slogu. V svojo umetnost so vključili najboljše prakse arabske in bizantinske arhitekture. 
Cerkev sv. Janeza Puščavnika je v takem slogu zgradil Rogerij II. okoli leta 1143–1148 v Palermu. Cerkev je znana po svojih briljantno rdečih kupolah, ki jasno kažejo na obstoj arabskih vplivov na Siciliji v času njene obnove v 12. stoletju. Frances Elliot je v svojem Dnevniku nedejavne ženske na Siciliji to opisal kot »... popolnoma orientalsko ... dobro bi se prilegalo Bagdadu ali Damasku«. Zvonik s štirimi redi arkadnih lož je tipičen primer gotske arhitekture.
Cappella Palatina, tudi v Palermu, harmonično združuje različne sloge: normansko arhitekturo in dekor vrat, arabske oboke in pisave, ki krasijo streho, bizantinsko kupolo in mozaike. Na primer, na stropu so razporejene kopice štirih osemkrakih zvezd, značilnih za muslimansko obliko, tako da tvorijo krščanski križ.
Monrealska stolnica je na splošno opisana kot »normansko-arabsko-bizantinska«. Zunanjost glavnih vrat in njeni koničasti oboki so čudovito obogateni z rezbarijami in barvnimi vložki, čudno kombinacijo treh slogov - normansko-francoskega, bizantinskega in arabskega.
Cerkev Santa Maria dell'Ammiraglio, ki jo je leta 1143 zgradil Rogerijev 'emir emirjev' Jurij Antiohijski, je bila prvotno posvečena kot grška pravoslavna cerkev v skladu z grško-arabsko dvojezično listino in je bila zgrajena v bizantinskem slogu v tlorisu grškega križa z nekaterimi arabski vplivi. Druga nenavadna cerkev iz tega obdobja je podeželska cerkev Santi Pietro e Paolo d’Agrò v Casalvecchio Siculo; opisana je bila kot »eno najbolj izpopolnjenih in celovitih arhitekturnih del, ki je izšlo iz normanske vladavine otoka«.
Drugi primeri arabsko-normanske arhitekture so Normanska palača ali Castelbuono. Takšen način gradnje je obstajal do 14. in 15. stoletja, kar ponazarja uporaba kupole.

## Prenos v Evropo
Main article: Islamic contributions to Medieval Europe
Stične točke med Evropo in islamskimi deželami so bile v srednjem veku številne, pri čemer je Sicilija igrala ključno vlogo pri prenosu znanja v Evropo, čeprav manj pomembno kot Španija.  Glavne točke prenosa islamskega znanja v Evropo so bile na Siciliji in v islamski Španiji, zlasti v Toledu (z Gerardom iz Kremone, 1114–1187, po osvojitvi mesta s strani španskih kristjanov leta 1085). Mnogo izmenjav je prišlo tudi na Levantu zaradi prisotnosti križarjev.

## Posledice
Arabska in grška umetnost in znanost sta bili vplivni na Siciliji še dve stoletji po normanski osvojitvi. Normanska vladavina se je formalno končala leta 1198 z vladavino Konstance na Siciliji in jo je nadomestila vladavina švabske rodbine Hohenstaufen.
Leta 1224 pa je Friderik II., ko se je odzval na verske vstaje na Siciliji, pregnal vse muslimane z otoka in jih v naslednjih dveh desetletjih premeščal v Lucero. V nadzorovanem okolju niso mogli nasprotovati kraljevi oblasti in so koristili kroni z davki in v vojaški službi. Njihovo število je sčasoma doseglo med 15.000 in 20.000, zaradi česar se je Lucera imenovala Lucaera Saracenorum, ker je predstavljala zadnjo trdnjavo islamske prisotnosti v Italiji. Kolonija je uspevala 75 let, dokler je niso leta 1300 krščanske sile pod poveljstvom Karla II. opustošile. Muslimanski prebivalci mesta so bili pregnani ali prodani v suženjstvo, mnogi pa so našli azil v Albaniji čez Jadransko morje. Njihove zapuščene mošeje so bile uničene ali preurejene, na ruševinah pa so nastale cerkve, vključno s stolnico S. Maria della Vittoria.
Tudi pod Manfredom (um. 1266) je vztrajal islamski vpliv na Siciliji, ki pa je v začetku 14. stoletja skoraj izginil. Latinščina je postopoma nadomeščala arabščino in grščino, zadnji sicilski dokument v arabščini pa je bil datiran v leto 1245.